# Jean Picollec
Jean Picollec Éditeur est une maison d'édition française,, fondée en 1978 par l'éditeur du même nom.

## Le fondateur
Fils d'un marin-pêcheur, né le 15 juin 1938 à Port-Lyautey au Maroc, Jean Picollec grandit à Concarneau et reçoit en 1956 le premier prix au concours général d'histoire. En cité universitaire à Antony, il est colocataire de Lionel Jospin. Cofondateur de Pour une jeune Europe en 1968, il entre à Défense de l'Occident avec François Duprat en 1967 et est membre du bureau politique d'Ordre nouveau sous le pseudonyme « Yann Beuzec » jusqu'en 1971,. Il commence une thèse, abandonnée, sur le mouvement breton durant la Seconde Guerre mondiale.
Embauché aux éditions Larousse en 1966 comme chargé des études de marché, où il reste six ans, il cofonde en 1972 les éditions Alain Moreau avant de lancer sa propre structure en 1978.
De 1987 à 1992, à la demande de Vincent Bolloré, Jean Picollec exerce, tout en continuant à gérer sa propre société, des fonctions dirigeantes aux éditions La Table Ronde, qu'il contribue dès lors à redresser.
En 1999, il signe pour s'opposer à la guerre en Serbie la pétition « Les Européens veulent la paix », initiée par le collectif Non à la guerre. En 2012, il fait partie des parrains du projet Notre antenne, qui donnera naissance en 2014 à TV Libertés.
Jean Picollec est mort le 26 avril 2023 à Paris,,.

## Les éditions
À la fois généraliste et spécialisée, la maison d'édition publie des ouvrages de nature variée, notamment des documents d’histoire contemporaine, mais aussi des ouvrages consacrés à la Bretagne, que Jean Picollec définit comme une « bibliothèque celtique ». Il a aussi publié des ouvrages d'auteurs comme Jacques Vergès, Jean-André Faucher, Gwenn-Aël Bolloré, Jean Bothorel ou Irène Frain,,.
En 2001, Picollec connaît un important succès de librairie avec Au nom d'Oussama ben Laden, ouvrage de Roland Jacquard consacré aux réseaux du terrorisme islamiste. Rédigé avant les attentats du 11 septembre 2001, le livre voit ses ventes profiter de l'événement et est ensuite traduit dans de nombreux pays. Picollec a ensuite publié en 2004, du même auteur et sur le même sujet et coécrit avec Atmane Tazaghart, Ben Laden, la destruction programmée de l'Occident.
En 2004, REFLEXes classe Jean Picollec parmi les « petites maisons d'édition droitières qui publient à intervalles plus ou moins réguliers des auteurs nationalistes militants ».

### Auteurs publiés
Parmi les auteurs publiés :
- Alain de Benoist
- Léon Degrelle
- Lucien Bitterlin
- Jean Bothorel
- Alpha Condé
- Freddy Eytan
- Jean Fleury
- Roland Gaucher
- Jean Renaud-Groison
- Roland Jacquard
- Venance Konan
- Jean-Claude Lozac'hmeur
- Bernard Marck
- Sun Myung Moon
- Gérald Olivier
- Guy Rachet
- Joseph Vebret

### Collections
- Documents dossiers
- Perspectives 2001